# Berry (chanteuse)
Pour les articles homonymes, voir Berry (homonymie) et Pottier.
Berry, nom de scène d'Élise Pottier, née le 19 février 1978, est une chanteuse française dont le premier album est sorti le 25 février 2008. 

## Biographie
Berry est la fille de la chanteuse Christine Authier.
Élise Pottier fait ses débuts artistiques à seize ans dans la comédie. Elle joue dans de nombreuses pièces, notamment Les Femmes savantes, dans une mise en scène de Béatrice Agenin. Elle rencontre Manou, un compositeur de jazz. Avec Lionel Dudognon, ils travaillent sur son premier album et elle se produira sur scène sous le nom de Berry (en référence à la région d'origine de George Sand). Ils enregistrent une maquette dans le but de démarcher des maisons de disques. Une des mamans dans la crèche où Berry emmène sa fille travaille chez Universal. Elle est amenée à l'écouter et les fait signer. 
Le premier album de Berry, Mademoiselle, sort en 2008. Le nom de l'album est un hommage aux comédiennes de théâtre. Manou signe toutes les musiques et Berry les textes à l'exception de Chéri et Les heures bleues (de Verlaine). Trois singles en sont extraits : Le Bonheur, Demain et la chanson-titre Mademoiselle. L'album a été certifié disque d'or, ce qui a permis à la chanteuse de faire une grande tournée de 4 ans, passant par la Cigale le 30 septembre 2008 et l'Olympia le 12 mai 2009. Le titre Le Bonheur sera choisi par nombre de cinéastes en tant qu'illustration sonore du générique de fin de plusieurs films :
- Parlez-moi de vous de Pierre Pinaud en 2012 ;
- Les Souvenirs de Jean-Paul Rouve en 2015 ;
- Les Chatouilles d'Andréa Bescond et Éric Métayer en 2018.

En 2012 sort un nouvel album, Les Passagers, hommage à Iggy Pop et à son titre The Passenger. Daniel Darc est l'auteur des textes sur la chanson-titre, tout le reste de l'album est cosigné Manou / Berry. L'influence de Gainsbourg y est encore plus prononcé que sur le premier : « Gainsbourg reste la référence absolue pour moi, il sait faire sonner les mots en français, tout comme Benjamin Biolay aujourd’hui. Autant s’inspirer de ce qu’il y a de mieux. ».

## Discographie

### Singles
- 2007 : Le Bonheur
- 2008 : Love Affair
- 2012 : Si Souvent (Radio Edit)